# Oberauerbach (Neunburg vorm Wald)

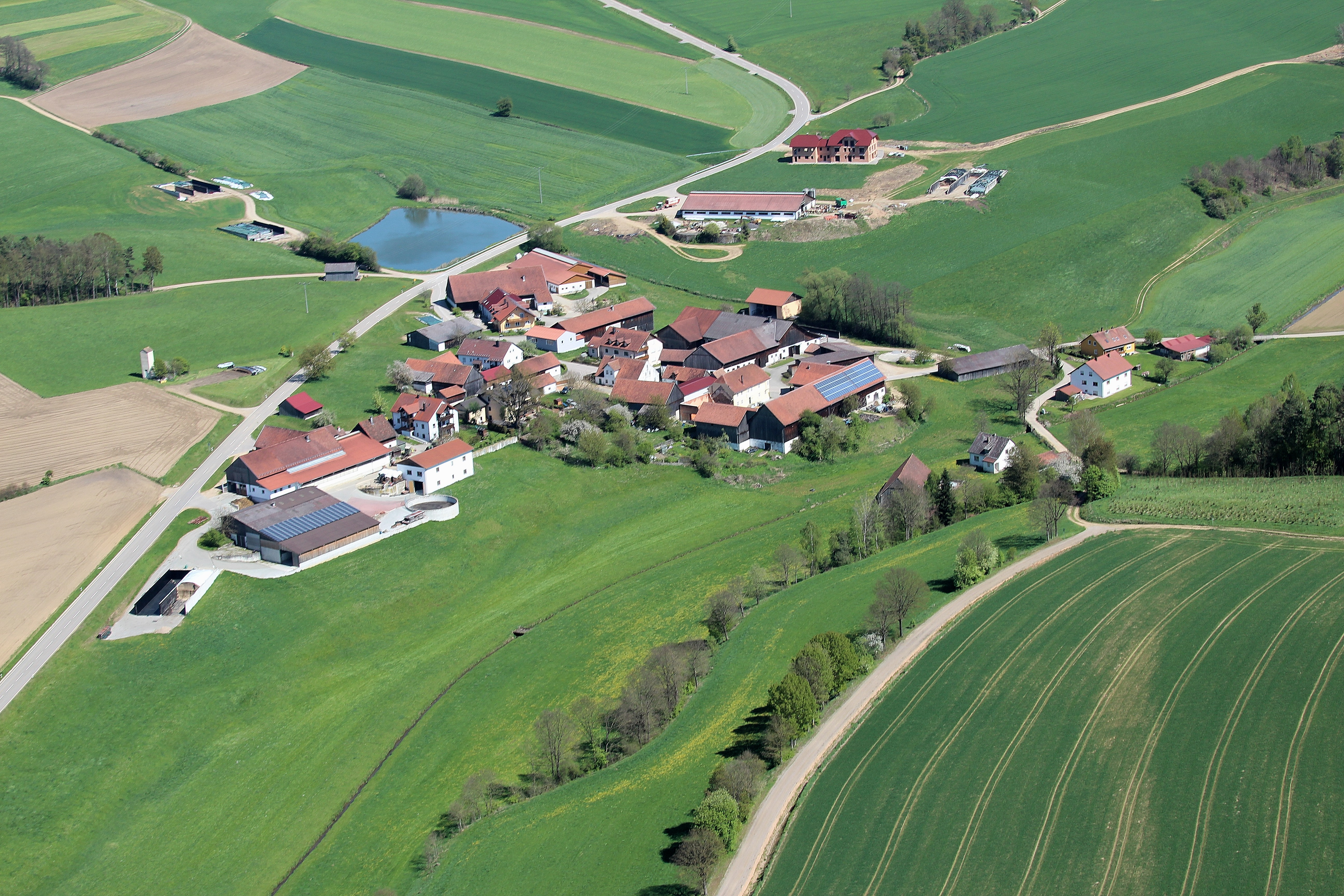
Oberauerbach (2017)

Oberauerbach ist ein Ortsteil der Stadt Neunburg vorm Wald im Landkreis Schwandorf in Bayern.

## Geographie
Oberauerbach liegt im Tal des Auerbachs, der circa drei Kilometer weiter südöstlich am 496 m hohen Bursching entspringt. Der Auerbach fließt weiter nach Nordwesten durch Mitterauerbach und Unterauerbach und mündet zwischen Schwarzach bei Nabburg und Furthmühle in die Schwarzach.

## Geschichte
Am 23. März 1913 war Oberauerbach Teil der Pfarrei Schwarzhofen, bestand aus neun Häusern und zählte 53 Einwohner.
Am 31. Dezember 1990 hatte Oberauerbach 39 Einwohner und gehörte zur Pfarrei Unterauerbach. Evangelische Einwohner gehören zur Kirchengemeinde Neunburg vorm Wald.